# Зебърняшка костница
Зебърняшката костница (на македонска литературна норма: Зебрњачка костурница) е паметник костница на загиналите сръбски войници в Кумановската битка от 23 – 24 октомври по време на Балканската война. Сградата е взривена от българските власти в 1942 година. Оцелялата част е обявена за значимо културно наследство на Северна Македония.

## Архитектура
Костницата е изградена в 1937 година в землището на село Младо Нагоричане на рида Зебърняк, когато Вардарска Македония е в Кралство Югославия. Отдалечена е на около 6 km от град Куманово. Сградата се е състояла от масивно подножие постамент с вид на крепост от базалт и кула от стоманобетон с вид на тристранна пирамида с обща височина от 48,5 m. В приземието са помещенията предназначени за костница, а над тях е изложбеното пространство с девет отделения. Над тях на височина от 18 m е имало параклис, до който се стигало по външна отворена спирална рампа. На всеки ъгъл от рампата е имало кръгли разширения, в които е имало оръдия, използвани в Кумановската битка. Железни стълби водели до пространството над параклиса, откъдето започвали дървени стълби, свързващи петте етажа на кулата. Най-високият етаж на кулата е бил украсен с бели орли – гербът на Кралство Сърбия, а на върха на кулата е имало лампи и бетонен кръст. В дъното на кулата е била изписана годината 1912. Приземието е било изписано от художника Живорад Настасиевич.
На 24 май 1942 година кулата е взривена от българските власти, при което пострадват и костницата и параклисът. В такова състояние сградата остава до 1954 година, когато с камък и бетон е затворен отворът към взривената кула.
Запазената част е висока 12,20 m, иззидана е от грубо обработен камък и има 21 малки прозорци с венци над тях по източната, западната и южната фасада и 3 врати. До входа на югоизточната страна се стига по спирална пътека. Вътре на южната стена на антрето има частично запазен текст „Поштуј храбре што смрвише силу и чувај им станиште вечито жаришту светом“. От антрето се стига до централното южно помещение, от което се влиза във всички други. В малко западно разширение на централното помещение има запазена фреска на Света Богородица с мраморна плоча под нея с надпис: „Палим хероима за ослобођење и уједињење нашега народа“. От западното помещение по стълби се слиза до костницата.
Всяка година на 28 октомври при костницата се правят тържества, на които присъстват граждани и видни личности от Северна Македония и Сърбия.
- Стенопис на Света Богородица с надпис под нея
- Макет на оригиналната сграда
- Каменният кръст от разрушената кула
- Общ изглед на запазената част